# Пойнингс, Роберт, 4-й барон Пойнингс
Роберт Пойнингс (англ. Robert Poynings; после 3 декабря 1382 — 2 октября 1446) — английский аристократ, 4-й барон Пойнингс с 1387 года. Единственный сын Ричарда Пойнингса, 3-го барона Пойнингса, и Изабель Грей, унаследовал титул и семейные владения (главным образом в Сассексе) после смерти отца. До июня 1404 года был посвящён в рыцари, с марта 1411 года заседал в Тайном совете. Исполнял обязанности мирового судьи в Суррее в 1413 году. Участвовал в войне на континенте: в частности, в 1424 году сражался при Вернёе.
Барон был женат дважды. Первой его женой стала Элеанора Грей, дочь Реджинальда Грея, 3-го барона Грея из Ратина) и Маргарет де Рос. В этом браке родились три сына:
- Ричард (умер в 1429)[3];
- Эдуард (умер в 1484)[4];
- Роберт (1419—1461), погиб во второй битве при Сент-Олбансе[5]. Внук Роберта Томас в 1545 году получил титул барона Пойнингса.

Во втором браке, с Маргарет Скери (дочерью Томаса Скери) родилась дочь Элеанора, жена Томаса Палмера. Поскольку Роберт пережил старшего сына, его наследницей стала внучка Элеанора — жена Генри Перси, 3-го графа Нортумберленда.